# لوک‌آوت (اوکلاهما)
لوک‌آوت (به انگلیسی: Lookout) یک منطقهٔ مسکونی در ایالات متحده آمریکا است که در شهرستان وودز، اکلاهما واقع شده‌است.